# Jiang Jialiang
Jiang Jialiang (chiń. 江嘉良; pinyin Jiāng Jiāliáng; ur. 3 marca 1964 w Zhongshan) – chiński tenisista stołowy, pięciokrotny mistrz świata.
Dziesięciokrotnie zdobywał medale mistrzostw świata. Trzykrotnie był drużynowym mistrzem świata, a dwukrotnie (w 1985 w Göteborgu i dwa lata później w Nowym Delhi) triumfował w grze pojedynczej. Startował w igrzyskach olimpijskich w Seulu w 1988 roku zajmując 5. miejsca zarówno w singlu jak i w deblu. Mistrz Azji w grze pojedynczej w 1986 w Shenzhen indywidualnie oraz w mikście w Dżakarcie w 1982 roku. W 1984 w Kuala Lumpur wygrał Puchar Świata.